# Villers-l'Hôpital
Villers-l'Hôpital är en kommun i departementet Pas-de-Calais i regionen Hauts-de-France i norra Frankrike. Kommunen ligger i kantonen Auxi-le-Château som tillhör arrondissementet Arras. År 2022 hade Villers-l'Hôpital 257 invånare.

## Befolkningsutveckling
Antalet invånare i kommunen Villers-l'Hôpital
| Referens: INSEE |